# Atletica leggera ai Giochi della XVII Olimpiade - 80 metri ostacoli

Video della Finale (film ufficiale dei Giochi)

La competizione degli 80 metri ostacoli di atletica leggera ai Giochi della XVII Olimpiade si è disputata nei giorni 31 agosto e 1º settembre 1960 allo Stadio Olimpico di Roma.

## L'eccellenza mondiale
| Camp.ssa olimpica 1956    | 10"7     | Shirley Strickland | Rit. 1956 |
| Camp.ssa europea 1958     | 10"9     | Galina Bystrova    | Presente  |
| Primatista mondiale       | 10"5 '60 | Gisela Birkemeyer  | Presente  |
| Vincitrice dei Trials USA | 11"4w    | Shirley Crowder    | Presente  |

Anche questa specialità diventa territorio di conquista delle atlete dell'Est. Il 16 luglio a Mosca l'ucraina Irina Press eguaglia il record del mondo con 10"6. Il 24 luglio le risponde da Lipsia la tedesca Gisela Birkemeyer, che fissa il nuovo limite mondiale a 10"5.

## La gara
Irina Press eguaglia il record olimpico in batteria: 10"7 (10"91). Viene eliminata la vincitrice dei Trials, Shirley Crowder. In semifinale fa ancora meglio: 10"6 (10"77), distanziando di tre decimi Gisela Birkemeyer (10"9/11"01). L'altra semifinale è più combattuta; Galina Bystrova e Mary Bignal arrivano quasi appaiate in 11"0.
In finale Irina Press parte fortissima ed alla prima barriera ha già un vantaggio di mezzo metro; controlla la gara e vince con sicurezza in 10"8. Nel finale la Birkemeyer, che inseguiva la sovietica, si fa invece superare dall'outsider Quinton. Giunge al quinto posto la campionessa europea Bystrova (11"2).

## Risultati

### Turni eliminatori
| 6 Batterie   | 31 agosto    | 29 partenti   | Si qualificano le prime 2. |
| 2 Semifinali | 31 agosto    | 6 + 6         | Si qualificano le prime 3. |
| Finale       | 1º settembre | 6 concorrenti |                            |

### Batterie
| Pos. | Atleta                | Nazione          | Tempo Ufficiale | Tempo Ufficioso |
| ---- | --------------------- | ---------------- | --------------- | --------------- |
| 1    | Irina Press           | Unione Sovietica | 10"7            | 10"91           |
| 2    | Carole Quinton        | Gran Bretagna    | 10"9            | 11"07           |
| 3    | Draga Stamejčič       | Jugoslavia       | 11"3            | 11"47           |
| 4    | Ulla-Britt Wieslander | Svezia           | 11"5            | 11"60           |
| 5    | Irene Robertson       | Stati Uniti      | 11"6            | 11"69           |

| Pos. | Atleta           | Nazione       | Tempo Ufficiale | Tempo Ufficioso |
| ---- | ---------------- | ------------- | --------------- | --------------- |
| 1    | Mary Rand        | Gran Bretagna | 11"2            | 11"40           |
| 2    | Norma Thrower    | Australia     | 11"4            | 11"54           |
| 3    | Snezhana Kerkova | Bulgaria      | 11"6            | 11"73           |
| 4    | Wanda dos Santos | Brasile       | 11"7            | 11"84           |
| 5    | Berta Díaz       | Cuba          | 11"7            | 11"83           |

| Pos. | Atleta          | Nazione          | Tempo Ufficiale | Tempo Ufficioso |
| ---- | --------------- | ---------------- | --------------- | --------------- |
| 1    | Rimma Koshelöva | Unione Sovietica | 11"1            | 11"26           |
| 2    | Denise Guénard  | Francia          | 11"2            | 11"37           |
| 3    | Alena Stolzová  | Cecoslovacchia   | 11"4            | 11"59           |
| 4    | Jo Ann Terry    | Stati Uniti      | 11"4            | 11"58           |

| Pos. | Atleta             | Nazione       | Tempo Ufficiale | Tempo Ufficioso |
| ---- | ------------------ | ------------- | --------------- | --------------- |
| 1    | Gisela Köhler      | Germania      | 11"2            | 11"31           |
| 2    | Barbara Sosgórnik  | Polonia       | 11"4            | 11"56           |
| 3    | Patricia Nutting   | Gran Bretagna | 11"5            | 11"65           |
| 4    | Sara McCallum      | Canada        | 11"7            | 11"90           |
| 5    | Friederike Murauer | Austria       | 11"9            | 12"08           |

| Pos. | Atleta              | Nazione   | Tempo Ufficiale | Tempo Ufficioso |
| ---- | ------------------- | --------- | --------------- | --------------- |
| 1    | Karin Balzer        | Germania  | 11"2            | 11"40           |
| 2    | Teresa Ciepły       | Polonia   | 11"3            | 11"46           |
| 3    | Simone Brièrre      | Francia   | 11"6            | 11"75           |
| 4    | Gloria Cooke-Wigney | Australia | 11"7            | 11"89           |

| Pos. | Atleta           | Nazione          | Tempo Ufficiale | Tempo Ufficioso |
| ---- | ---------------- | ---------------- | --------------- | --------------- |
| 1    | Zenta Gastl-Kopp | Germania         | 10"9            | 11"10           |
| 2    | Galina Bystrova  | Unione Sovietica | 11"1            | 11"26           |
| 3    | Letizia Bertoni  | Italia           | 11"4            | 11"54           |
| 4    | Shirley Crowder  | Stati Uniti      | 12"3            | 12"43           |
| 5    | Chi Cheng        | Taiwan           | 12"6            | 12"71           |

### Semifinali
| Pos. | Atleta            | Nazione          | Tempo Ufficiale | Tempo Ufficioso |
| ---- | ----------------- | ---------------- | --------------- | --------------- |
| 1    | Galina Bystrova   | Unione Sovietica | 11"0            | 11"16           |
| 2    | Mary Rand         | Gran Bretagna    | 11"0            | 11"16           |
| 3    | Rimma Koshelöva   | Unione Sovietica | 11"1            | 11"22           |
| 4    | Karin Balzer      | Germania         | 11"1            | 11"27           |
| 5    | Norma Thrower     | Australia        | 11"3            | 11"46           |
| 6    | Barbara Sosgórnik | Polonia          | 11"3            | 11"44           |

| Pos. | Atleta           | Nazione          | Tempo Ufficiale | Tempo Ufficioso |
| ---- | ---------------- | ---------------- | --------------- | --------------- |
| 1    | Irina Press      | Unione Sovietica | 10"6            | 10"77           |
| 2    | Gisela Köhler    | Germania         | 10"9            | 11"01           |
| 3    | Carole Quinton   | Gran Bretagna    | 11"0            | 11"07           |
| 4    | Zenta Gastl-Kopp | Germania         | 11"0            | 11"09           |
| 5    | Teresa Ciepły    | Polonia          | 11"2            | 11"40           |
| 6    | Denise Guénard   | Francia          | 11"4            | 11"51           |

### Finale
| Pos.    | Corsia | Atleta          | Età | Nazione          | Tempo Ufficiale | Tempo Ufficioso |
| ------- | ------ | --------------- | --- | ---------------- | --------------- | --------------- |
| Oro     | 3      | Irina Press     | 21  | Unione Sovietica | 10"8            | 10"93           |
| Argento | 6      | Carole Quinton  | 24  | Gran Bretagna    | 10"9            | 10"99           |
| Bronzo  | 4      | Gisela Köhler   | 28  | Germania         | 11"0            | 11"13           |
| 4       | 5      | Mary Rand       | 20  | Gran Bretagna    | 11"1            | 11"22           |
| 5       | 2      | Galina Bystrova | 26  | Unione Sovietica | 11"2            | 11"26           |
| 6       | 1      | Rimma Koshelöva | 24  | Unione Sovietica | 11"2            | 11"28           |